# James Van Allen
James Alfred Van Allen (Mount Pleasant, 7 settembre 1914 – Iowa City, 9 agosto 2006) è stato un fisico spaziale statunitense, noto per avere scoperto delle cinture radioattive che circondano la Terra e che sono chiamate con il suo nome, fasce di Van Allen. Docente all'Università dell'Iowa, scoprì le fasce di radiazione utilizzando strumenti a tubo Geiger-Müller sui satelliti del 1958 (Explorer 1, Explorer 3 e Pioneer 3) durante l'Anno geofisico internazionale. Van Allen guidò la comunità scientifica nell'installazione di strumenti di ricerca scientifica sui satelliti spaziali.
Van Allen dedusse l'esistenza delle fasce sulla base dei dati trasmessi nel 1958 dall'Explorer 1, il primo satellite artificiale americano. Le fasce di Van Allen sono formate da particelle subatomiche elettricamente cariche (soprattutto di protoni ed elettroni) che, provenendo dalle radiazioni solari e cosmiche, restano intrappolate nel campo magnetico terrestre o magnetosfera.
Van Allen fu responsabile scientifico di 24 sonde spaziali comprese le Pioneer 10 e Pioneer 11.

## Biografia
James Van Allen nacque il 7 settembre 1914 in una piccola fattoria vicino a Mount Pleasant, Iowa.  Da bambino, era affascinato dai dispositivi meccanici ed elettrici ed era un avido lettore delle riviste Popular Mechanics e Popular Science. Una volta fece inorridire sua madre costruendo una bobina di Tesla che produceva scintille e gli faceva rizzare i capelli.
Una borsa di studio gli permise di continuare a studiare fisica nucleare presso la Carnegie Institution di Washington, DC, dove si immerse anche nella ricerca sul geomagnetismo, sui raggi cosmici, sulla fisica delle aurore boreali e sulla fisica dell'atmosfera superiore della Terra.

### Seconda guerra mondiale
Nell'agosto del 1939, Van Allen entrò a far parte del Department of Terrestrial Magnetism (DTM) della Carnegie Institution di Washington, DC come Carnegie Research Fellow. Nell'estate del 1940, si unì agli sforzi di difesa nazionale del DTM con la sua nomina a una posizione di staff nella Sezione T con il National Defense Research Committee (NDRC) a Washington, dove lavorò allo sviluppo di spolette di prossimità fotoelettriche e radio, detonatori che aumentano l'efficacia del fuoco antiaereo. Un altro progetto NDRC divenne in seguito il Progetto Manhattan della bomba atomica nel 1941. Con lo scoppio della seconda guerra mondiale, il lavoro sulle spolette di prossimità fu trasferito al neonato Applied Physics Laboratory (APL) della Johns Hopkins University nell'aprile del 1942. Lavorò per migliorare la robustezza dei tubi a vuoto soggetti alle vibrazioni di una batteria di cannoni. Il lavoro presso l'APL portò a una nuova generazione di spolette di prossimità radio per la difesa antiaerea delle navi e per i bombardamenti costieri.
Van Allen fu nominato tenente della Marina degli Stati Uniti nel novembre 1942 e prestò servizio per 16 mesi su una serie di cacciatorpediniere della flotta del Pacifico meridionale, istruendo ufficiali di artiglieria e conducendo test sulle sue spolette di artiglieria. Fu assistente ufficiale di artiglieria di stato maggiore sulla corazzata USS Washington quando la nave si difese con successo da un attacco giapponese durante la battaglia del Mar delle Filippine (19-20 giugno 1944). Per le sue azioni nel Pacifico, Van Allen ricevette quattro stelle di battaglia. Fu promosso tenente comandante nel 1946. "Il mio servizio come ufficiale di marina è stata, di gran lunga, l'esperienza più stimolante della mia vita", scrisse in un saggio autobiografico del 1990.

### 1946-1954 Aerobee e Rockoon
Congedato dalla Marina nel 1946, Van Allen tornò alla ricerca civile presso l'APL. Organizzò e diresse un team presso la Johns Hopkins University per condurre esperimenti ad alta quota, utilizzando razzi V-2 catturati ai tedeschi alla fine della seconda guerra mondiale. Van Allen decise che era necessario un piccolo razzo sonda per la ricerca nell'alta atmosfera. L'Aerojet WAC Corporal e il missile Bumblebee furono sviluppati nell'ambito di un programma della Marina degli Stati Uniti. Tracciò le specifiche per il razzo sonda Aerobee e guidò il comitato che convinse il governo degli Stati Uniti a produrlo. Il primo Aerobee con strumenti di bordo fu l'A-5, lanciato il 5 marzo 1948 da White Sands, nel New Mexico, che trasportava strumenti per la ricerca sulle radiazioni cosmiche, raggiungendo un'altitudine di 117,5 km.
Van Allen fu eletto presidente del V-2 Upper Atmosphere Panel il 29 dicembre 1947. Il panel fu rinominato Upper Atmosphere Rocket Research Panel il 18 marzo 1948; poi Rocket and Satellite Research Panel il 29 aprile 1948. Il panel sospese le operazioni il 19 maggio 1960 e tenne una riunione il 2 febbraio 1968. 
Il comandante Lee Lewis, il comandante G. Halvorson, SF Singer e James A. Van Allen svilupparono l'idea del Rockoon il 1° marzo 1949, durante la crociera di lancio del razzo Aerobee sulla nave da ricerca USS Norton Sound.
Il 5 aprile 1950, Van Allen lasciò l'Applied Physics Laboratory per accettare una borsa di ricerca della John Simon Guggenheim Memorial Foundation presso il Brookhaven National Laboratory. L'anno seguente (1951) Van Allen accettò la posizione di capo del dipartimento di fisica presso l'Università dell'Iowa. In poco tempo, arruolò studenti nei suoi sforzi per scoprire i segreti del selvaggio cielo azzurro e inventare modi per trasportare gli strumenti nell'atmosfera più in alto che mai. Nel 1952, Van Allen fu il primo a ideare una combinazione pallone-razzo che sollevava i razzi sui palloni molto al di sopra della maggior parte dell'atmosfera terrestre prima di lanciarli ancora più in alto. I razzi venivano accesi dopo che i palloni avevano raggiunto un'altitudine di 16 chilometri.
James Van Allen tiene in mano (Loki) Rockoon strumentato, Credito: JPL.
Come riportò in seguito la rivista Time, "i 'Rockoons' di Van Allen non potevano essere lanciati in Iowa per paura che i razzi esauriti colpissero "un abitante dell'Iowa o la sua casa". Così Van Allen convinse la Guardia costiera statunitense a lasciarlo lanciare i suoi Rockoons dal rompighiaccio Eastwind diretto in Groenlandia. "Il primo pallone si alzò correttamente, ma il razzo appeso sotto non partì. Il secondo Rockoon si comportò nello stesso modo esasperante. Sulla base della teoria che il freddo estremo ad alta quota avrebbe potuto fermare il meccanismo che avrebbe dovuto accendere i razzi, Van Allen riscaldò delle lattine di succo d'arancia, le introdusse di nascosto nella gondola del terzo Rockoon e avvolse il tutto in materiale isolante. Il razzo partì".
Nel 1953, i Rockoon e i loro carichi scientifici lanciati da Terranova rilevarono il primo indizio di fasce di radiazioni che circondavano la Terra. La tecnica a basso costo dei Rockoon fu poi utilizzata dall'Office of Naval Research e dai gruppi di ricerca dell'Università dell'Iowa nel 1953-1955 e nel 1957, da navi in mare tra Boston e Thule, Groenlandia.
Nel 1954, in una discussione privata sul progetto Redstone con Ernst Stuhlinger, Wernher von Braun espresse la sua convinzione che avrebbero dovuto avere uno "scienziato vero e onesto" coinvolto nel loro piccolo progetto satellitare non ufficiale. Stuhlinger fece seguito con una visita a Van Allen nella sua casa di Princeton, nel New Jersey, dove Van Allen era in congedo sabbatico dall'Iowa per lavorare alla progettazione dello stellarator. Van Allen raccontò in seguito: "Il messaggio di Stuhlinger del 1954 era semplice ed eloquente. In virtù degli sviluppi dei missili balistici presso l'Army Ballistic Missile Agency (ABMA), era realistico aspettarsi che entro un anno o due un piccolo satellite scientifico potesse essere lanciato in un'orbita durevole attorno alla Terra (Project Orbiter).... Espressi un vivo interesse nell'eseguire un'indagine mondiale sull'intensità dei raggi cosmici sopra l'atmosfera". 

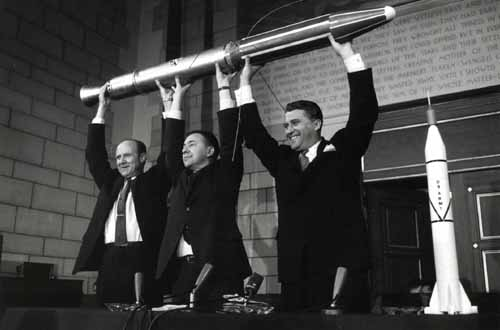
Al centro James Van Allen, a sinistra William Hayward Pickering, a destra Wernher von Braun sollevano un modellino dell'Explorer 1.

### Pioniere dell'esplorazione spaziale

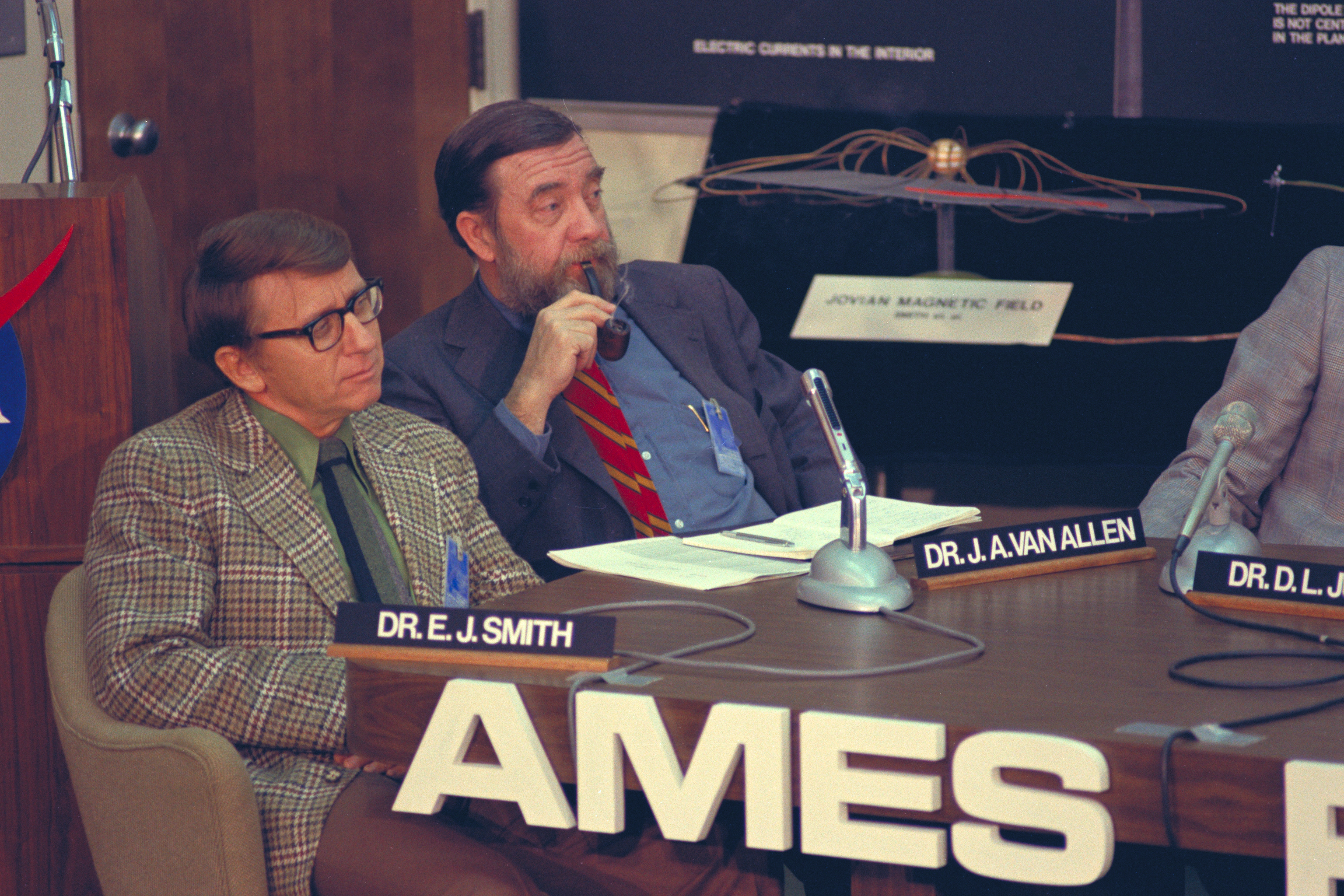
James van Allen è raffigurato mentre fuma la pipa insieme al fisico Edward Smith durante una conferenza stampa del Pioneer 11 nel 1974

Il numero del 4 maggio 1959 della rivista Time attribuì a James Van Allen il merito di aver dato agli USA "un grande vantaggio nei risultati scientifici". Chiamarono Van Allen "una figura chiave nella competizione per il prestigio della guerra fredda... Oggi può inclinare la testa all'indietro e guardare il cielo. Oltre il suo blu più esterno ci sono le cinture di radiazioni feroci che circondano il mondo e che portano il suo nome. Nessun nome umano è mai stato dato a una caratteristica più maestosa del pianeta Terra".
James Van Allen, i suoi colleghi, soci e studenti presso l'Università dell'Iowa continuarono a far volare strumenti scientifici su razzi sonda, satelliti terrestri (Explorer 52/Hawkeye 1) e astronavi interplanetarie, tra cui le prime missioni (programma Pioneer, programma Mariner, programma Voyager, astronave Galileo) sui pianeti Venere, Marte, Giove, Saturno, Urano e Nettuno. Le loro scoperte contribuirono a segmenti importanti della conoscenza mondiale di particelle energetiche, plasmi e onde radio in tutto il Sistema Solare.
Van Allen si dimise da capo del dipartimento di fisica e astronomia nel 1985, ma continuò a lavorare presso l'Università dell'Iowa come professore emerito di fisica Carver. Il 9 ottobre 2004, l'Università dell'Iowa e l'UI Alumni Association ospitarono una celebrazione per onorare Van Allen e i suoi numerosi successi, e in riconoscimento del suo 90° compleanno. Le attività includevano una serie di conferenze su invito, una conferenza pubblica seguita da un ricevimento con torta e punch e un banchetto serale con molti dei suoi ex colleghi e studenti presenti. Nell'agosto 2005, una scuola elementare che portava il suo nome aprì a North Liberty, Iowa. C'è anche una scuola elementare Van Allen a Escalon, California.
Il 9 agosto 2006, James Van Allen morì all'età di 91 anni all'ospedale universitario di Iowa City per insufficienza cardiaca.
Nel 2009, la casa d'infanzia di Van Allen a Mt. Pleasant, un tempo mantenuta come museo, era destinata a essere demolita.  Il nuovo proprietario, Lee Pennebaker, ha scelto di non demolirla. È stata donata all'Henry County Heritage Trust, con il progetto di spostare la casa accanto alla vecchia Saunders School, destinata ad essere la sede del museo della contea di Henry.

## Vita privata
Fu sposato per 61 anni con Abigail Fithian Halsey II di Cincinnati (1922-2008). Si incontrarono al Johns Hopkins University Applied Physics Laboratory (JHU/APL) durante la seconda guerra mondiale. Si sposarono il 13 ottobre 1945 a Southampton, Long Island. Cinque i figli: Cynthia, Margot, Sarah, Thomas e Peter.
Van Allen e sua moglie Abigail sono sepolti a Southampton, dove nacque la signora Van Allen e dove la coppia si sposò.

## Riconoscimenti
- Nel 1963 gli è stata assegnata la John Adam Fleming Medal.[18]
- Nel 1978 ha ricevuto la Medaglia d'oro della Royal Astronomical Society.[19]
- Nel 1982 ha ricevuto il Space Science Award della American Institute of Aeronautics and Astronautics.[20]
- Nel 1987 fu insignito della National Medal of Science, uno dei più importanti riconoscimenti internazionali.
- Nel 1989 ricevette il Premio Crafoord.

### Missione delle sonde Van Allen

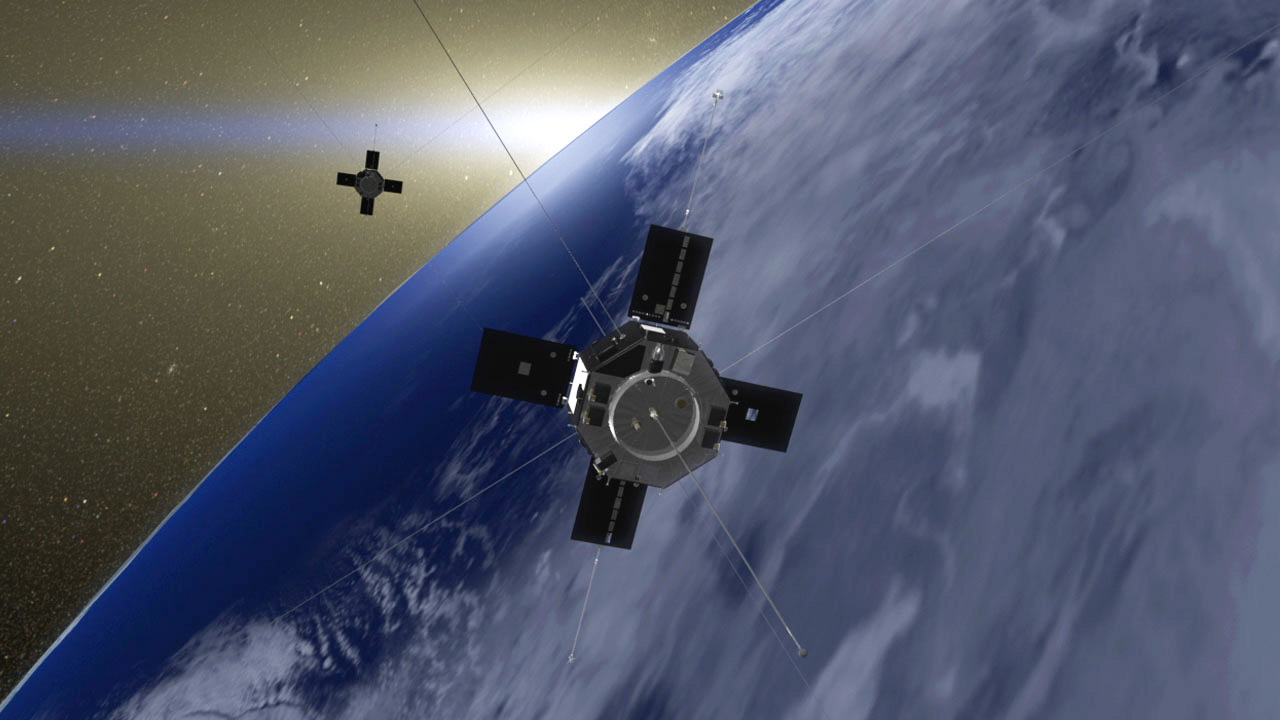
Rappresentazione artistica delle sonde Van Allen in orbita terrestre. Credito: NASA

Le sonde Van Allen, inizialmente Radiation Belt Storm Probes (RBSP), sono state rinominate nel 2012 in onore di Van Allen. Gestita dal Goddard Space Flight Center della NASA e implementata dall'Applied Physics Laboratory (APL) presso la Johns Hopkins University, la missione faceva parte del programma Living With a Star. Progettate per una missione primaria di due anni, le sonde hanno superato le aspettative operando per sette anni, dimostrando una notevole resilienza contro le radiazioni nelle cinture terrestri.
In collaborazione con il Balloon Array for RBSP Relativistic Electron Losses (BARREL), le sonde hanno studiato le particelle provenienti dalle cinture che raggiungono l'atmosfera terrestre. Lanciata il 30 agosto 2012, a bordo di un razzo Atlas V 401 assegnato alla United Launch Alliance (ULA), la missione è stata inizialmente ritardata a causa del maltempo e dell'uragano Isaac.
La missione si è conclusa con la disattivazione della sonda Van Allen B nel luglio 2019 e della sonda A nell'ottobre 2019,  a seguito dell'abbassamento delle loro orbite per facilitare il rientro atmosferico entro il 2034 come misura contro i detriti orbitali
Le sonde Van Allen hanno fatto progredire in modo significativo la comprensione del meteo spaziale e del suo impatto sulla Terra. Le scoperte chiave includevano la dinamica delle fasce di radiazione di Van Allen e il ruolo dell'attività solare nell'influenzare il meteo spaziale. I risultati della missione hanno evidenziato come queste fasce di radiazione si gonfiano e si restringono nel tempo, rispondendo alle eruzioni solari e influenzando fenomeni terrestri come aurore, funzionalità satellitare, reti elettriche e comunicazioni GPS.
Una scoperta degna di nota nel febbraio 2013 è stata la comparsa transitoria di una terza fascia di radiazioni di Van Allen, che è durata alcune settimane e ha fornito nuove intuizioni sulla struttura e la dinamica delle fasce. Le sonde hanno anche rivelato il comportamento a lungo termine della corrente ad anello della Terra, una componente importante della magnetosfera. I risultati hanno indicato una corrente ad anello persistente e sostanziale attorno alla Terra anche durante i periodi di non tempesta, trasportata da protoni ad alta energia. Durante le tempeste geomagnetiche, è stato dimostrato che l'aumento della corrente ad anello era dovuto ai protoni a bassa energia che entravano nella regione vicina alla Terra, sfidando le precedenti conoscenze.